# 聖卡西米羅市

10°0′N 67°2′W / 10.000°N 67.033°W
聖卡西米羅市（西班牙語：Municipio San Casimiro），是委內瑞拉的一個市，位於該國北部阿拉瓜州，首府設於聖卡西米羅，面積498平方公里，2007年人口26,030，人口密度為每平方公里52人。